# Chhun Bunthorn
Chhun Bunthorn (* 31. Mai 1993 in Prey Veng) ist ein kambodschanischer Leichtathlet, der sich auf den Mittelstreckenlauf spezialisiert hat.

## Sportliche Laufbahn
Erste internationale Erfahrungen sammelte Bunthorn Chhun im Jahr 2019, als er bei den Südostasienspielen in Capas mit neuem Landesrekord von 1:52,33 min den fünften Platz im 800-Meter-Lauf belegte. 2022 gelangte er dann bei den Südostasienspielen in Hanoi mit 1:59,14 min auf Rang sechs und 2023 siegte er in 1:52,91 min bei den Südostasienspielen in Phnom Penh. Er war damit der erste Athlet aus Kambodscha, der eine Leichtathletik-Goldmedaille bei Südostasienspielen gewann. Anschließend schied er bei den Asienmeisterschaften mit neuem Landesrekord von 1:50,09 min im Vorlauf aus. Im Oktober nahm er an den Asienspielen in Hangzhou teil und schied dort mit 1:50,97 min sowie mit 3:59,97 min jeweils in der Vorrunde über 800 und 1500 Meter aus. Im Jahr darauf nahm er dank einer Wildcard über 800 Meter an den Olympischen Sommerspielen in Paris teil und schied dort mit 1:53,42 min in der Hoffnungsrunde aus.

## Persönliche Bestleistungen
- 800 Meter: 1:50,09 min, 15. Juli 2023 in Bangkok (kambodschanischer Rekord)
- 1500 Meter: 3:59,97 min, 30. September 2023 in Hangzhou